# فرجينيا هاميلتون أدير
فرجينيا هاميلتون أدير (بالإنجليزية: Virginia Hamilton Adair)‏ هي كاتِبة وشاعرة أمريكية، ولدت في 28 فبراير 1913، وتوفيت في 16 سبتمبر 2004.